# دالوی بای د سی
دالوی بای د سی (انگلیسی: Dalvay-by-the-Sea) یک مکان تاریخی ملی کانادا است که در ساحل شمالی جزیره پرنس ادوارد در انتهای شرقی پارک ملی جزیره پرنس ادوارد واقع شده‌است. مهم‌ترین شناسهٔ این مکان هتل با سبک معماری قرن بیستمی است که در سریال قصه‌های جزیره با نام «هتل شن‌های سفید» به تصویر کشیده شده‌است.

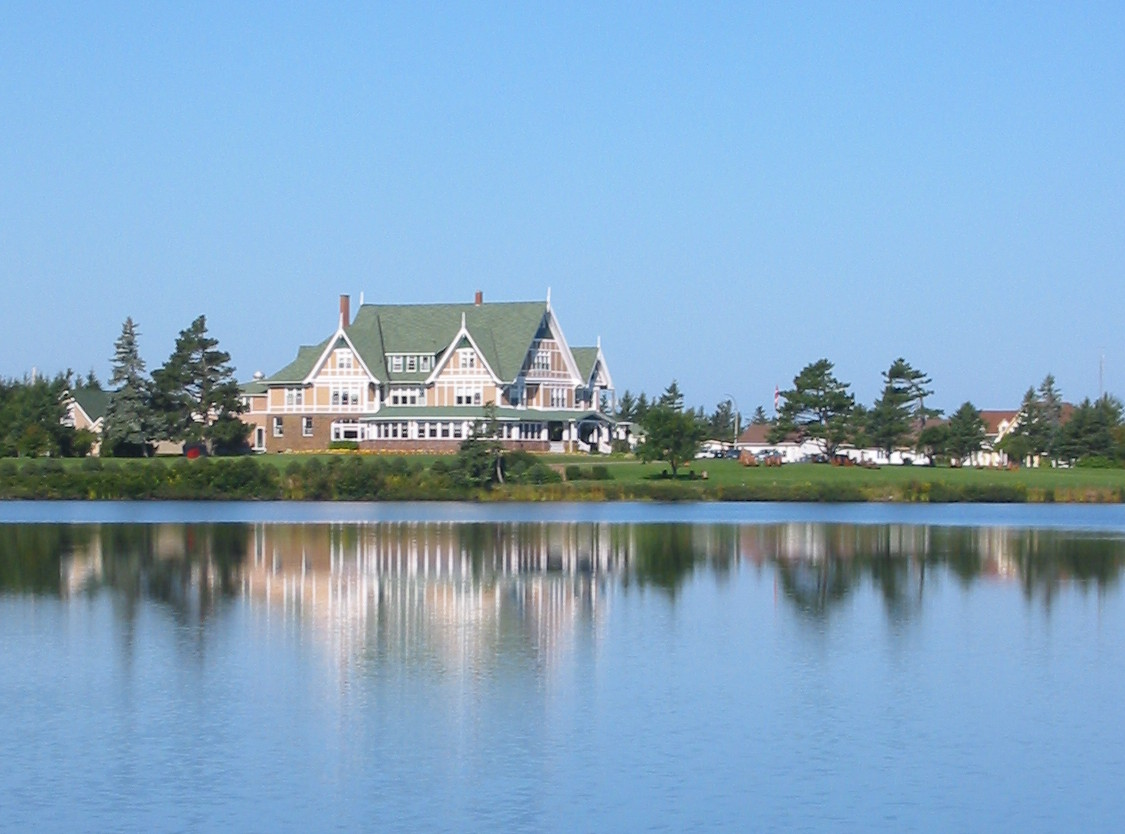